# Museo Cementerio San Pedro

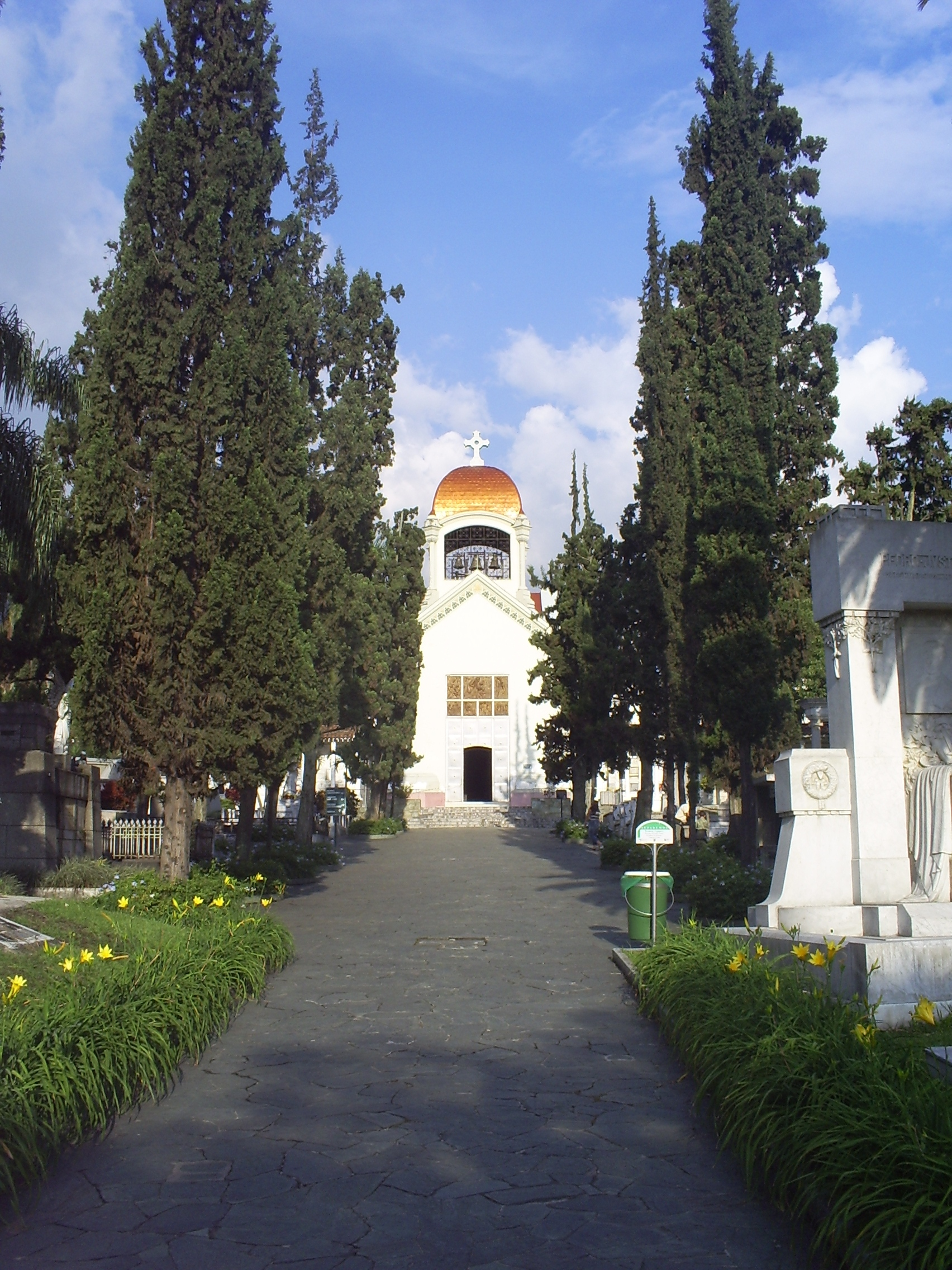
Museo Cementerio San Pedro

Das Museo Cementerio San Pedro ist ein Friedhof und Museum in der kolumbianischen Stadt Medellín. Der Friedhof existiert seit 1842; 1998 wurde er offiziell zum Museum und gilt seit 1999 als Nationales Monument. Er wird von der Stiftung Fundación Cementerio de San Pedro verwaltet.
Das Museo Cementerio ist der erste Friedhof Lateinamerikas, der vom International Council of Museums (ICOM) als Museum anerkannt wird.